# Existencialismo cristiano
El existencialismo cristiano es un movimiento  teológico y filosófico que adopta un enfoque existencialista de la teología cristiana. La escuela del pensamiento se remonta a menudo a la obra del filósofo y teólogo danés Søren Kierkegaard (1813–1855).
El enfoque existencial de la teología cristiana tiene una historia larga y diversa que incluye a Agustín, Aquino, Pascal y Jacques Maritain.

## Temas kierkegaardianos

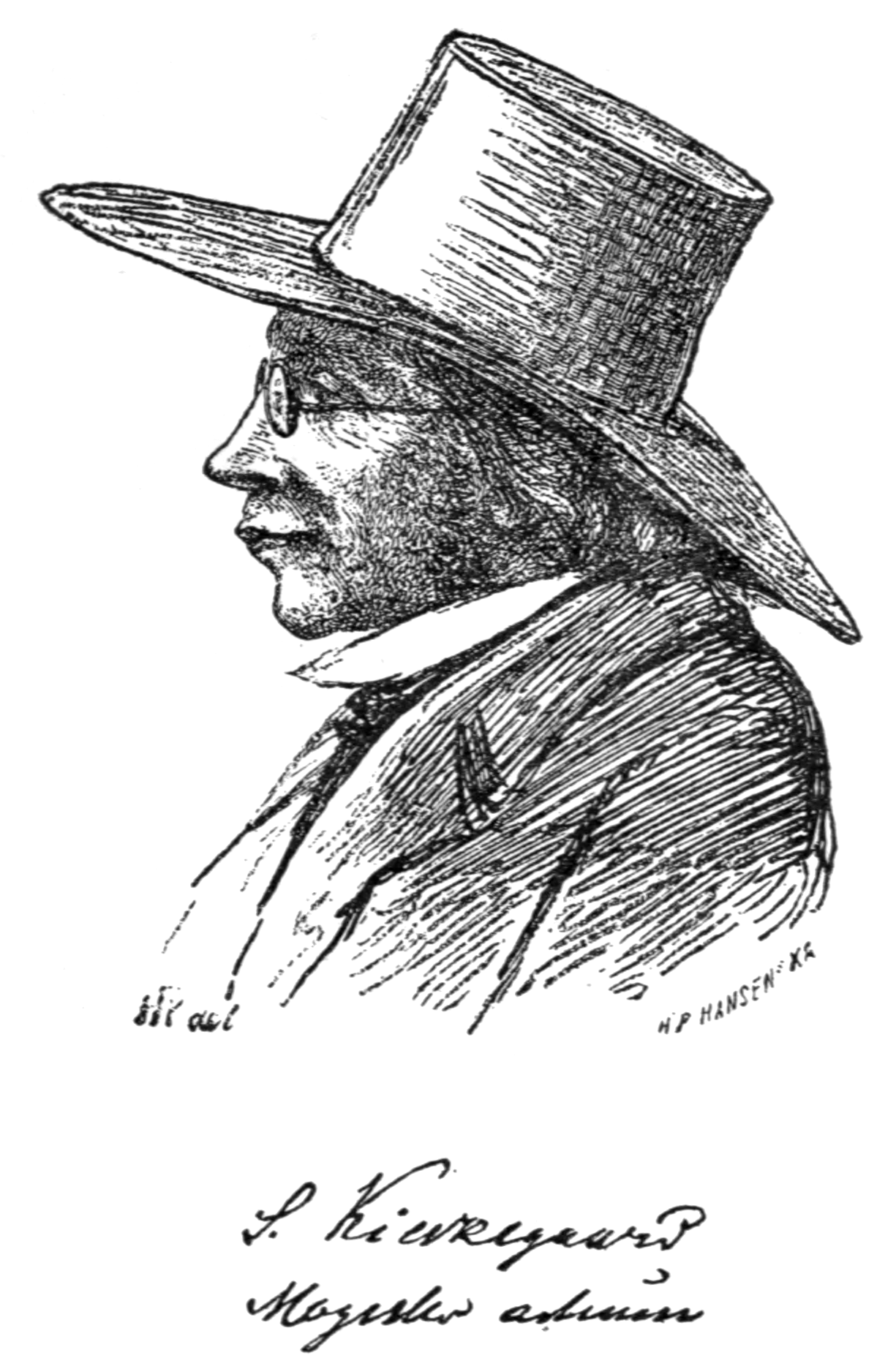
Søren Kierkegaard

El existencialismo cristiano se basa en la comprensión de Kierkegaard del cristianismo. Kierkegaard argumentó que el universo es fundamentalmente paradójico, y que su mayor paradoja es la unión trascendente de Dios y los seres humanos en la persona de Jesucristo. También planteó tener una relación personal con Dios que reemplaza todas las morales, estructuras sociales y normas comunitarias prescritas, ya que afirmó que seguir las convenciones sociales es esencialmente una elección estética personal hecha por los individuos.
Kierkegaard propuso que cada persona debe tomar decisiones independientes, que luego constituyen su existencia. Cada persona sufre de la angustia de la indecisión (ya sea a sabiendas o sin saberlo) hasta que se compromete a una elección particular sobre la forma de vivir. Kierkegaard también propuso tres rúbricas con las cuales entender las condiciones que surgen de las distintas opciones de vida: la estética, la ética y la religiosa.
Otra premisa importante del existencialismo cristiano kierkegaardiano es la concepción de Dios y el Amor de Kierkegaard. En su mayor parte, Kierkegaard equipara a Dios con amor. Así, cuando una persona se compromete en el acto de amar, en efecto está logrando un aspecto de lo divino. Kierkegaard también vio al individuo como una síntesis necesaria de elementos finitos e infinitos. Por lo tanto, cuando un individuo no llega a la plena realización de su lado infinito, se dice que está desesperado. Para muchos teólogos cristianos contemporáneos, la noción de desesperación puede verse como pecado. Sin embargo, para Kierkegaard, un hombre pecó cuando estuvo expuesto a esta idea de desesperación y eligió un camino diferente al que está de acuerdo con la voluntad de Dios.
Una premisa principal final del existencialismo cristiano kierkegaardiano implica el deshacer sistemáticamente los actos malvados. Kierkegaard afirmó que una vez que se había completado una acción, debía ser evaluada ante el rostro de Dios, porque mantenerse a sí mismo ante el escrutinio divino era la única forma de juzgar las acciones. Debido a que las acciones constituyen la manera en que algo se considera bueno o malo, uno debe estar constantemente consciente de las posibles consecuencias de sus acciones. Kierkegaard creía que la elección de la bondad en última instancia se reducía a cada individuo. Sin embargo, Kierkegaard también previó la posibilidad de limitar las opciones para las personas que se desesperaban.

## Cristianos existencialistas

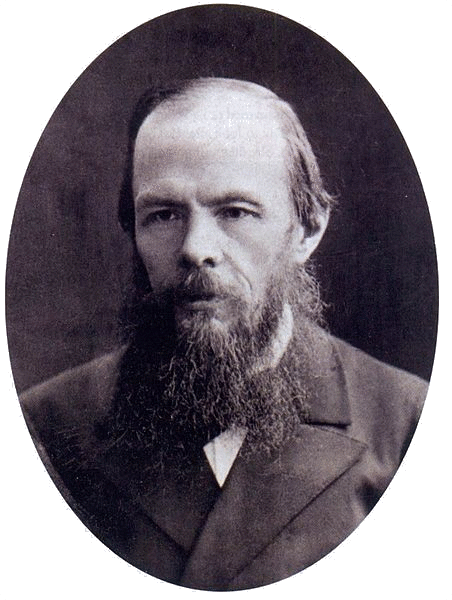
Fiódor Dostoyevski

Los existencialistas cristianos incluyen a los teólogos protestantes alemanes Paul Tillich y Rudolf Bultmann, el psicólogo existencial estadounidense Rollo May (quien introdujo gran parte del pensamiento de Tillich a un público estadounidense general), el teólogo anglicano británico John Macquarrie, el teólogo estadounidense Lincoln Swain, el filósofo estadounidense Clifford Williams, los filósofos católicos franceses Gabriel Marcel, Emmanuel Mounier y Pierre Boutang, el filósofo alemán Karl Jaspers, el filósofo español Miguel de Unamuno, y los filósofos ortodoxos rusos Nikolai Berdyaev y Lev Shestov. Karl Barth agregó a las ideas de Kierkegaard la idea de que la desesperación existencial lleva a un individuo a la conciencia de la naturaleza infinita de Dios. El filósofo francés Paul Ricoeur, que marcó toda su obra próxima al existencialismo cristiano por una voluntad reflexiva. El autor ortodoxo ruso Fiódor Dostoyevski podría ubicarse dentro de la tradición del existencialismo cristiano.
Las raíces del existencialismo se remontan hasta San Agustín. Algunos de los pasajes más llamativos de los Pensées de Pascal, incluida la famosa sección de la apuesta, tratan sobre temas existencialistas. Jacques Maritain, en Existencia y lo existente: un ensayo sobre el existencialismo cristiano, encuentra el núcleo del existencialismo verdadero en el pensamiento de Tomás de Aquino.